# Jednolist
Jednolist (zmijin jezik, lat. Ophioglossum), biljni rod trajnica i trajnica padačica iz porodice Ophioglossaceae. Pripada papratnjačama Psilotopsida. 
Priznato je 51 vrsta i tri hibrida, a u Hrvatskoj rastu obični jednolist ili ljetni jednolist (O. vulgatum), kritično ugroženi zimski jednolist ili luzitanski jednolist (O. lusitanicum), te azorski jednolist kojega je 2010. godine u Istri između Vodnjana i Barbarige pronašao dipl.ing.šum. Slavko Brana.

## Vrste
1. Ophioglossum ammophilum C. D. Adams
2. Ophioglossum austroasiaticum Nishida
3. Ophioglossum azoricum C. Presl
4. Ophioglossum californicum Prantl
5. Ophioglossum caroticaule J. E. Burrows
6. Ophioglossum convexum J. E. Burrows
7. Ophioglossum coriaceum A. Cunn.
8. Ophioglossum costatum R. Br.
9. Ophioglossum crotalophoroides Walter
10. Ophioglossum eliminatum Khand. & Goswamy
11. Ophioglossum engelmannii Prantl
12. Ophioglossum fernandezianum C. Chr.
13. Ophioglossum gomezianum Welw. ex A. Braun apud Kuhn
14. Ophioglossum gracile J. E. Burrows ex Pocock
15. Ophioglossum gracillimum Welw. ex Hook. & Baker
16. Ophioglossum gramineum Willd.
17. Ophioglossum gujaratense S.M.Patil, R.N.Kachh., R.S.Patel & K.S.Rajput
18. Ophioglossum harrisii Underw.
19. Ophioglossum hitkishorei M.Patel & M.N.Reddy
20. Ophioglossum indicum B.L.Yadav & H.K.Goswami
21. Ophioglossum isanense Petchsri, Li Bing Zhang & Jaruwatt.
22. Ophioglossum jaykrishnae S.M.Patil, S.K.Patel, Raole & K.S.Rajput
23. Ophioglossum kawamurae Tagawa
24. Ophioglossum lancifolium C. Presl
25. Ophioglossum latifolium (Prantl) J. E. Burrows
26. Ophioglossum lineare Schltr. & Brause
27. Ophioglossum louisii Taton
28. Ophioglossum lusitanicum L.
29. Ophioglossum lusoafricanum Welw. ex Prantl
30. Ophioglossum madhusoodananii Sojan, V.S.A.Kumar, Sindhu Arya, V.Suresh, L.Leeja & Alen Alex
31. Ophioglossum malviae M.Patel & M.N.Reddy
32. Ophioglossum melipillense J. Rémy
33. Ophioglossum namegatae M. Nishida & Kurita
34. Ophioglossum nudicaule L. fil.
35. Ophioglossum oblongum H. G. Zhou & H. Li
36. Ophioglossum opacum R. Br.
37. Ophioglossum parvifolium Hook. & Grev.
38. Ophioglossum parvum M. Nishida & Kurita
39. Ophioglossum petiolatum Hook.
40. Ophioglossum polyphyllum A. Braun apud Seubert
41. Ophioglossum pusillum Raf.
42. Ophioglossum raphaelianum Anto, Afs.Khan, F.Francis & I.Antony
43. Ophioglossum reticulatum L.
44. Ophioglossum rubellum Welw. ex A. Braun
45. Ophioglossum sandieae J. E. Burrows
46. Ophioglossum scariosum Clausen
47. Ophioglossum thermale Kom.
48. Ophioglossum thomasii Clausen
49. Ophioglossum trilokinathii B.L.Yadav, Meghvansi, Meena & Gena
50. Ophioglossum vulgatum L.
51. Ophioglossum yongrenense Ching ex Z. R. He & W. M. Chu
52. Ophioglossum × giovanninii Peruzzi, Pierini, Magrini, Marchetti & Viane
53. Ophioglossum × pierinii Peruzzi, Magrini, Marchetti & Viane
54. Ophioglossum × pseudoazoricum Peruzzi, Pierini, Magrini, Marchetti & Viane